# Syrrhopodon elongatus
Syrrhopodon elongatus là một loài rêu trong họ Calymperaceae. Loài này được Sull. mô tả khoa học đầu tiên năm 1861.